# Reformski judaizam
Reformski judaizam (također poznat kao liberalni judaizam ili progresivni judaizam) jedna je od glavnih židovskih denominacija, koja naglašava evoluirajuću prirodu vjere, superiornost njenih etičkih aspekata nad ceremonijalnim i vjerovanje u neprekidno otkrivenje, usko isprepleteno s ljudskim razumom i intelektom, i nije usredsređeno na teofaniju na Sinajskoj gori. 
Liberalni pravac judaizma je karakteriziran manjim naglaskom na obrednom, smatrajući židovski zakon neobavezujućim i pojedinačnog Židova kao autonomnog, te otvorenošću prema vanjskim utjecajima i progresivnim vrijednostima. Porijeklo reformskoga judaizma leži u Njemačkoj 19. stoljeća, gdje su rane principe formulirali rabin Abraham Geiger i njegovi suradnici. Pokret je od 1970-ih usvojio politiku uključivosti i prihvaćanja, pozivajući što više članova da sudjeluju u svojim zajednicama. On se poistovjećuje s progresivnim političkim i društvenim programima, uglavnom pod tradicionalnom židovskom agendom Tikun Olama, ili „Popravka svijeta”. Tikun Olam je središnji moto reformskoga judaizma, a djelovanje u njegovim okvirima, jedan je od glavnih kanala kojim sljedbenici mogu iskazati svoju pripadnost. Najveće središte pokreta danas je u Sjevernoj Americi.
Različite regionalne grane koje dijele ova vjerovanja, uključujuću: američku Uniju za reformski judaizam (URJ), Pokret za reformski judaizam (MRJ) i Liberalni judaizam u V. Britaniji, te Izraelski pokret za reformski i napredni judaizam. Sve su ujedinjene u međunarodnoj Svjetskoj uniji za napredni judaizam. Procjenjuje se da predstavlja najmanje 1,8 milijuna ljudi u 50 zemalja: blizu milijun registriranih odraslih pripadnika, kao i gotovo isto toliko neregistriranih pojedinaca koji se identificiraju s ovom denominacijom. To ga čini drugom po veličini židovskom denominacijom u svijetu, nakon ortodoksnoga judaizma, a prije konzervativnoga judaizma.